# داریو جی
داریو جی (انگلیسی: Dario G) یک گروه موسیقی رقص انگلیسی بود که در چشر انگلستان تشکیل شد و متشکل از سه دی جی و تهیه‌کننده - اسکات راسر، پل اسپنسر و استیون اسپنسر بود. این سه نفر در اواخر دهه ۱۹۹۰ پس از انتشار اولین تک‌آهنگ «سان‌کایم» که به رتبه دوم در بریتانیا، اسکاتلند، دانمارک و سوئیس رسید، به شهرت رسیدند. این آهنگ به رتبه یک در بیلبورد بابلینگ آندر هات ۱۰۰ ایالات متحده آمریکا رسید، و همچنین در مجارستان و جدول ترانه‌های باشگاه رقص ایالات متحده به رتبه نخست رسید.
پس از انتشار نخستین آلبوم در ۱۹۹۸ اسکات راسر و استیون اسپنسر از گروه جدا شدند و پل اسپنسر به‌تنهایی گروه داریو جی را ادامه داد. او در سال ۲۰۰۰ ترانهٔ «صداها» را منتشر کرد که در فیلم ساحل مورد استفاده قرار گرفت.
در سال ۲۰۰۱، ترانهٔ «رویای من» به عنوان تک‌آهنگ اصلی از دومین آلبوم استودیویی گروه به رنگ کامل منتشر شد. «رویای من» در رومانی به رتبه یک رسید، و در اسکاتلند به رتبه چهارم، و در بریتانیا و آلمان به رتبه نهم رسید. پل اسپنسر پس از یک دوره موفقیت نسبی در جداول مختلف موسیقی جهان، در ژوئن ۲۰۲۴ به‌دلیل سرطان راست‌رودهٔ پیشرفته درگذشت.